# Bussières (Saône-et-Loire)
Bussières é uma comuna francesa na região administrativa de Borgonha-Franco-Condado, no departamento de Saône-et-Loire. Estende-se por uma área de 4,08 km². Em 2010 a comuna tinha 600 habitantes (densidade: 147,1 hab./km²).